# Monastyrek (hromada Brody)
Monastyrek (ukr. Монастирок) – wieś na Ukrainie w rejonie złoczowskim należącym do obwodu lwowskiego.
Do 2020 w rejonie brodzkim. 